# Surus (Elefant)

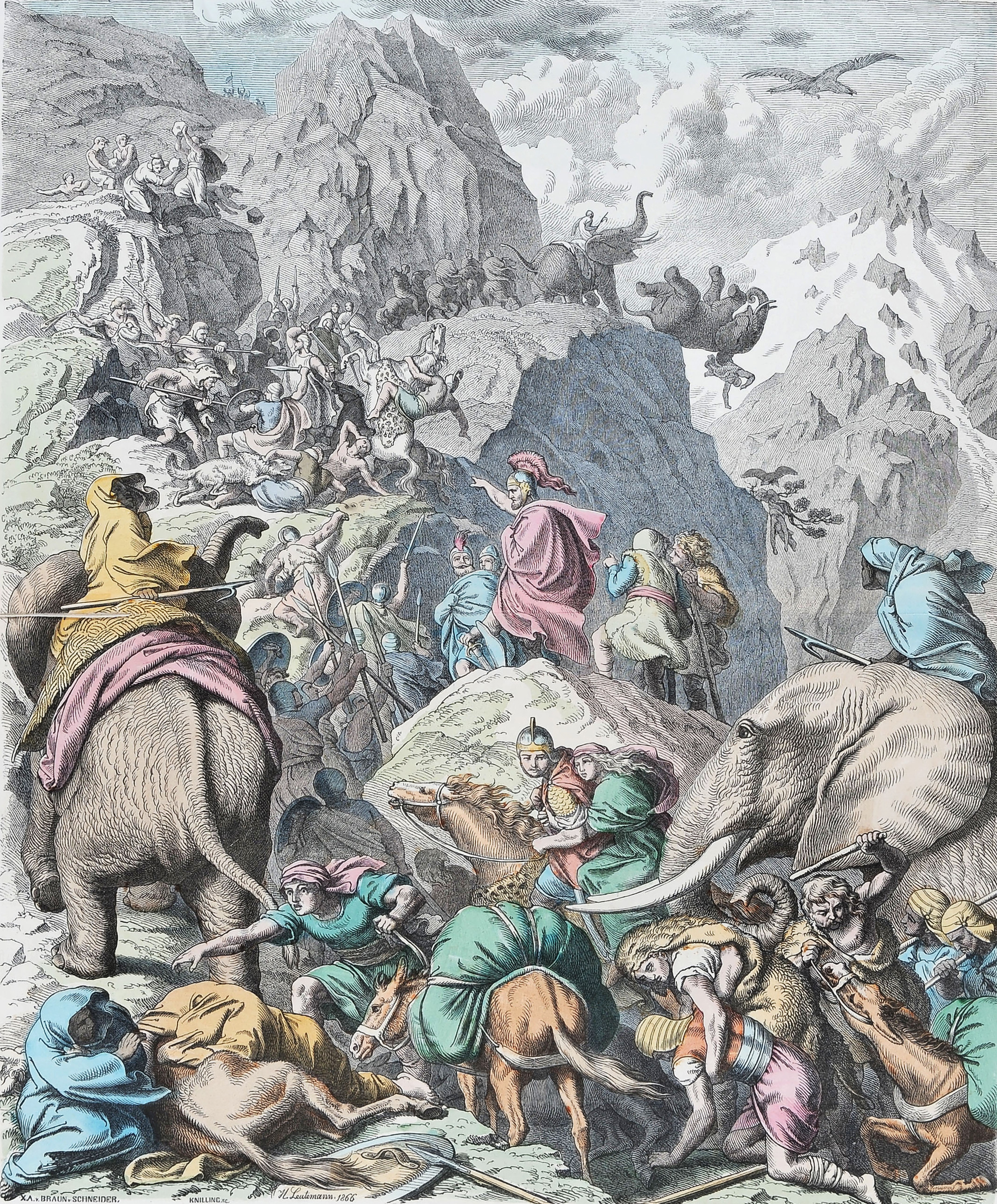
Elefanten bei Hannibals Alpenüberquerung
(Heinrich Leutemann)

Surus („der Syrer“) war ein Kriegselefant der Armee des karthagischen Generals Hannibal in Italien.

## Belege

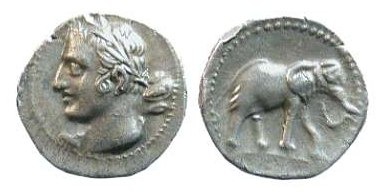
Münze von Hannibal
(Revers und Avers)

Mehrere römische Schriftsteller berichten von Surus, der wahrscheinlich ein großer asiatischer Elefant mit einem Stoßzahn war. Er galt als letzter von Hannibals Kriegselefanten.
Obwohl eine karthagische Münze in der Zeit Hannibals einen afrikanischen Elefanten darstellt, glauben Historiker, dass Surus ein indischer Elefant war, der von denjenigen abstammt, die in ihren Feldzügen in Syrien von den Ptolemäern ergriffen wurden. Nach einigen Berichten war das Tier das letzte von 37 Kriegselefanten, die Hannibal auf seiner 218 v. Chr. erfolgten Überquerung der Alpen während des Zweiten Punischen Krieges mitnahm. Alle anderen überlebten den harten mitteleuropäischen Winter nicht.

## Aussehen
Laut Plautus trug Surus ein rotes Tuch und möglicherweise auch einen roten Schild und eine Howdah (eine Konstruktion auf dem Rücken des Tieres), die als Plattform für Hannibal diente.